# Jan Hruška
Jan Hruška est un coureur cycliste tchèque né le 4 février 1975 à Uničov. 

## Biographie
Il est passé professionnel en 1996 au sein de l'équipe Husqvarna-ZVVZ. Il mesure 1,74 m et pèse 68 kg. C'est un excellent rouleur, il a notamment remporté en 2000 le prologue puis le contre-la-montre final du Tour d'Italie. Outre ses qualités de rouleur, il est aussi capable de limiter les dégâts en montagne comme l'atteste sa deuxième place sur Tirreno-Adriatico en 2000 et sa troisième place sur le Tour d'Allemagne en 2004. En 2006, il est cité dans l'affaire Puerto.

## Palmarès
- 1997
  - 2e étape du Tour de Lidice (contre-la-montre)
- 1998
  - 3e du championnat de République tchèque du contre-la-montre
- 1999
  -  Champion de République tchèque du contre-la-montre
  - Brno-Velká Bíteš-Brno
  - Břeclav-Podivín-Břeclav
  - Tour de Lidice :
    - Classement général
    - 1re étape (contre-la-montre)

  - 5e étape de l'Herald Sun Tour
  - 2e du Tour de La Rioja
  - 2e du Grand Prix ZTS Dubnica nad Váhom
  - 2e du Tour de Beauce
  - 3e de l'Herald Sun Tour
- 2000
  - Prologue et 20e étape (contre-la-montre) du Tour d'Italie
  - 2e de Tirreno-Adriatico
- 2001
  - 3e étape de la Clásica de Alcobendas (contre-la-montre)
  - 3e de la Clásica de Alcobendas
- 2002
  - 5e étape du Tour de l'Algarve
  - 1re étape du Tour d'Espagne (contre-la-montre par équipes)
  - 1re étape du Tour de Burgos (contre-la-montre par équipes)
  - 2e du Tour de Murcie
  - 3e du Circuit de Getxo
- 2003
  - 1re étape du Tour d'Espagne (contre-la-montre par équipes)
  - 3e étape du Tour de La Rioja (contre-la-montre)
  - 2e du Tour de Murcie
- 2004
  - 3e du Tour d'Allemagne
- 2005
  - 7e du Tour de Pologne
- 2006
  - Clásica de Alcobendas :
    - Classement général
    - 3e étape (contre-la-montre)
- 2008
  - 2e du championnat de République tchèque du contre-la-montre

## Résultats sur les grands tours

### Tour de France
1 participation
- 2004 : 117e

### Tour d'Italie
3 participations
- 2000 : 14e, vainqueur du prologue et de la 20e étape (contre-la-montre),  maillot rose pendant un jour
- 2001 : 47e
- 2005 : 61e

### Tour d'Espagne
4 participations
- 2000 : 75e
- 2002 : non-partant (9e étape), vainqueur de la 1re étape (contre-la-montre par équipes)
- 2003 : 123e, vainqueur de la 1re étape (contre-la-montre par équipes)
- 2004 : 99e

## Classements mondiaux
| Année              | 2005 | 2006 | 2007 | 2008  |
| ------------------ | ---- | ---- | ---- | ----- |
| Classement ProTour | 108e |      |      |       |
| UCI Europe Tour    |      | 79e  | 420e | 1139e |